# Atkarszki járás

Az Atkarszki járás a Szaratovi területen

Az Atkarszki járás (oroszul: Аткарский муниципальный район) Oroszország egyik járása a Szaratovi területen. Székhelye Atkarszk.

## Népesség
- 1989-ben 16 994 lakosa volt.
- 2002-ben 17 915 lakosa volt.
- 2010-ben 42 174 lakosa volt, melyből 37 373 orosz, 598 ukrán, 579 cigány, 492 azeri, 406 örmény, 401 tatár, 313 kazah, 254 moldáv, 216 csuvas, 122 fehérorosz, 115 csecsen, 113 lezg, 107 német, 105 mordvin, 60 üzbég, 36 koreai, 34 tadzsik, 20 mari, 18 dargin, 17 baskír, 16 grúz, 15 udmurt, 9 avar, 5 tabaszaran, 5 zsidó, 497 egyéb, 248 nem nyilatkozott. Az adatok a város lakosságát is magukba foglalják.